# 马尔勒蒙
马尔勒蒙（法語：Marlemont，法語發音：[maʁləmɔ̃]）是法国大東部大區阿登省的一个市镇，属于沙勒维尔-梅济耶尔区。

## 地理
马尔勒蒙（49°44'59"N, 4°22'26"E）面积10.06 平方千米，位于法国大東部大區阿登省，该省份为法国北部内陆省份，西接埃纳省，南至马恩省，东临默兹省，北与比利时接壤。
与马尔勒蒙接壤的市镇（或旧市镇、城区）包括：欧比尼莱波泰、利亚尔、洛尼博尼、马朗韦、锡尼拉拜。

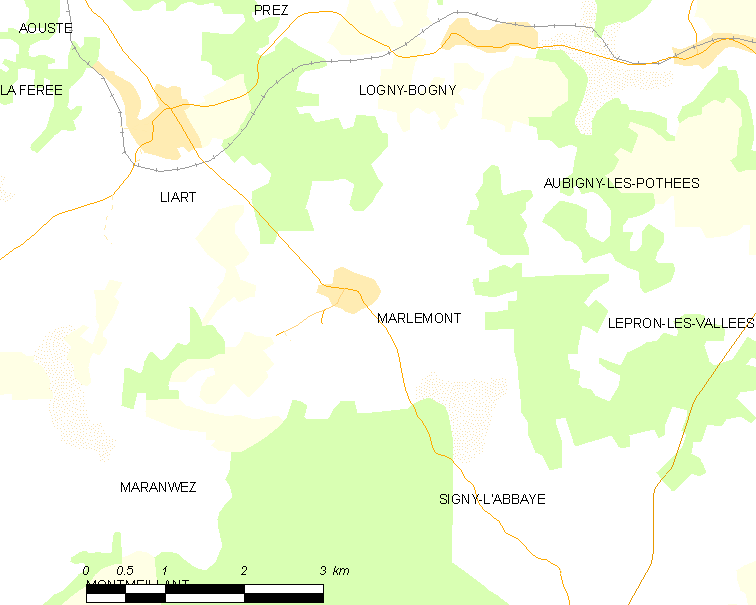
马尔勒蒙的OSM定位图

马尔勒蒙的时区为UTC+01:00、UTC+02:00（夏令时）。

## 行政
马尔勒蒙的邮政编码为08290，INSEE市镇编码为08277。

## 政治
马尔勒蒙所属的省级选区为锡尼拉拜县。

## 人口

1962-2008年间马尔勒蒙人口变化图示

马尔勒蒙于2022年1月1日时的人口数量为125人。